# 乌什地区梅尼勒
乌什地区梅尼勒（法語：Mesnil-en-Ouche，法語發音：[menil ɑ̃.n‿uʃ]）是法国厄尔省的一个市镇，位于该省中部偏西南，属于贝尔奈区。

## 地名
“乌什”（Ouche）是法国诺曼底的一个传统地区，涵盖了奧恩省东北部和厄尔省西南部；“梅尼勒”（Mesnil）是一个在法国常见的地名通名，意为“小农场”，其来自晚期拉丁语“mansionile”。

## 历史
乌什地区梅尼勒成立于2016年1月1日，由以下16个市镇合并而成：
- 阿茹
- 乌什地区拉巴尔（La Barre-en-Ouche）
- 博梅尼勒（Beaumesnil）
- 乌什地区博勒努（Bosc-Renoult-en-Ouche）
- 埃皮奈（Épinay）
- 日赛拉库德尔（Gisay-la-Coudre）
- 古蒂耶尔（Gouttières）
- 格朗尚（Granchain）
- 容克雷德利韦（Jonquerets-de-Livet）
- 朗德佩勒斯（Landepéreuse）
- 拉鲁西耶尔（La Roussière）
- 圣欧班德艾（Saint-Aubin-des-Hayes）
- 圣欧班勒吉夏尔（Saint-Aubin-le-Guichard）
- 乌什地区圣玛格丽特（Sainte-Marguerite-en-Ouche）
- 圣皮埃尔迪梅尼勒（Saint-Pierre-du-Mesnil）
- 特夫赖（Thevray）

其中博梅尼勒为政府驻地。

## 地理
乌什地区梅尼勒（49°0'47"N, 0°42'25"E）面积165.4 平方千米，位于法国诺曼底大区厄尔省，该省份为法国北部内陆省份，北起滨海塞纳省，西接奧恩省和卡爾瓦多斯省，南至厄尔-卢瓦省，东临瓦兹省、瓦兹河谷省和伊夫林省。
与乌什地区梅尼勒接壤的市镇（或旧市镇、城区）包括：乌什地区勒努瓦耶、乌什地区特雷桑、旧利尔、圣皮埃尔德塞尼耶尔、科讷维尔-拉富克蒂耶尔、布瓦昂泽赖、尚布拉克、拉乌赛、拉艾圣西尔韦斯特、圣阿尼昂德塞尼耶尔、博蒙勒罗歇、费里耶尔圣伊莱尔、里勒河畔拉费里耶尔。
乌什地区梅尼勒的时区为UTC+01:00、UTC+02:00（夏令时）。

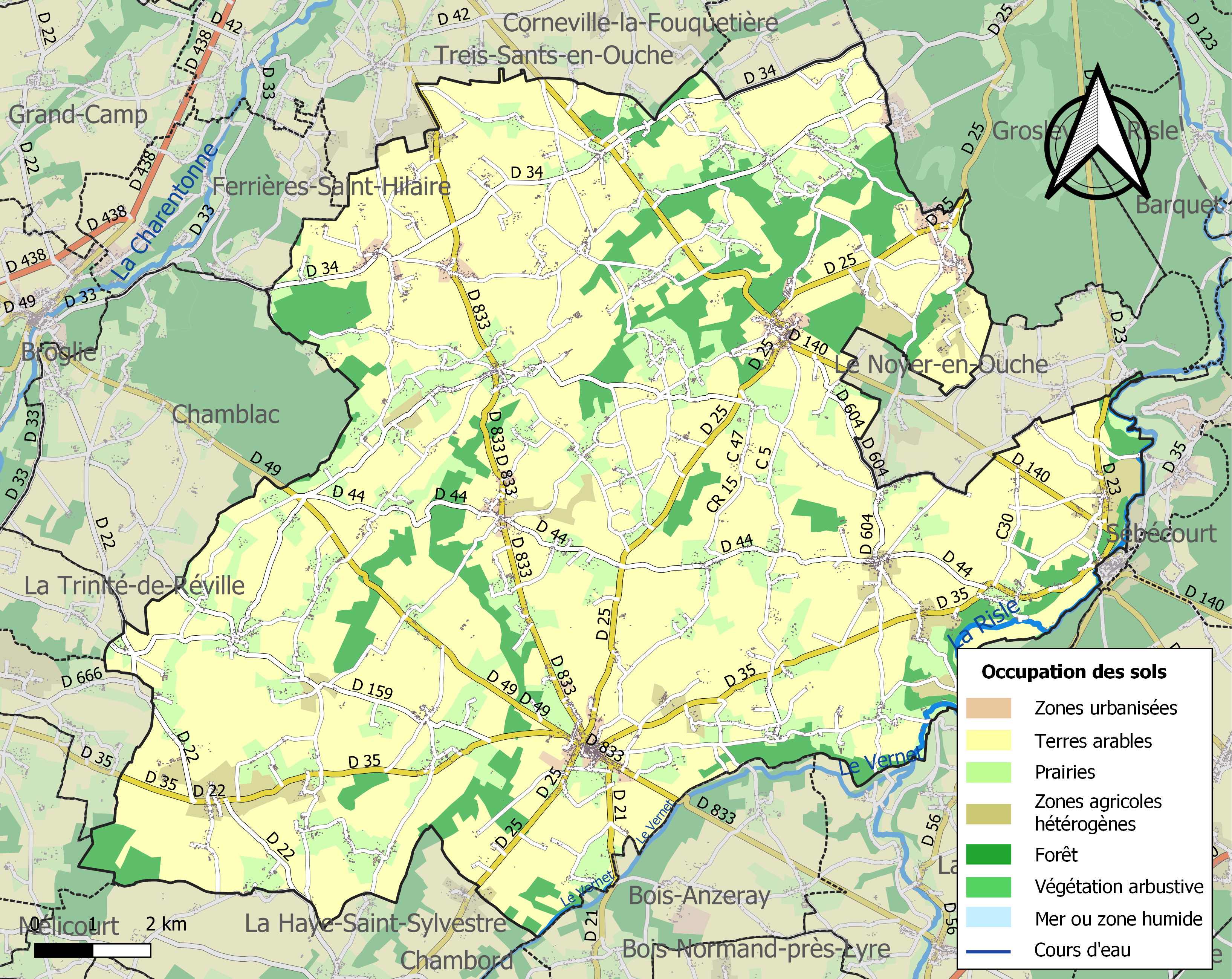
乌什地区梅尼勒的OSM定位图

## 行政
乌什地区梅尼勒的邮政编码为27270、27330、27410，INSEE市镇编码为27049。

## 政治
乌什地区梅尼勒所属的省级选区为贝尔奈县。

## 人口
乌什地区梅尼勒于2022年1月1日时的人口数量为4441人。